# 2009-es Peak Antifreeze & Motor Oil Indy 300
A 2009-es Peak Antifreeze Indy 300 volt a tizenötödik verseny a 2009-es IndyCar Series szezonban, a versenyt 2009. augusztus 29-én rendezték meg az 1,52 mérföldes (2,446 km) Chicagoland Speedway-en Illinois államban, Joliet-ben. A versenyt Ryan Briscoe nyerte Scott Dixon előtt mindössze 0,0077 másodperc előnnyel amivel a sorozat történetének negyedik legszorosabb befutóját érték el.

## Rajtfelállás
| Rajtsor | Belső ív | Belső ív         | Külső ív | Külső ív          |
| ------- | -------- | ---------------- | -------- | ----------------- |
| 1       | 6        | Ryan Briscoe     | 3        | Hélio Castroneves |
| 2       | 10       | Dario Franchitti | 11       | Tony Kanaan       |
| 3       | 02       | Graham Rahal     | 26       | Marco Andretti    |
| 4       | 9        | Scott Dixon      | 7        | Danica Patrick    |
| 5       | 5        | Mario Moraes     | 06       | Oriol Servià      |
| 6       | 4        | Dan Wheldon      | 20       | Ed Carpenter      |
| 7       | 27       | Hideki Mutoh     | 43       | Tomas Scheckter   |
| 8       | 18       | Justin Wilson    | 24       | Mike Conway       |
| 9       | 2        | Raphael Matos    | 14       | Ryan Hunter-Reay  |
| 10      | 67       | Sarah Fisher     | 13       | E. J. Viso        |
| 11      | 23       | Milka Duno       | 33       | Robert Doornbos   |
| 12      | 98       | Jaques Lazier    |          |                   |

## Futam
| Pozíció | #  | Pilóta            | Csapat                     | Futott kör | Idő/Kiesés oka | Rajthely | Élen töltött körök száma | Pont |
| ------- | -- | ----------------- | -------------------------- | ---------- | -------------- | -------- | ------------------------ | ---- |
| 1.      | 6  | Ryan Briscoe      | Team Penske                | 200        | 1:42:34.3051   | 1        | 71                       | 53   |
| 2.      | 9  | Scott Dixon       | Chip Ganassi Racing        | 200        | +0.0077        | 6        | 61                       | 40   |
| 3.      | 5  | Mario Moraes      | KV Racing Technology       | 200        | +0.0699        | 8        | 0                        | 35   |
| 4.      | 10 | Dario Franchitti  | Chip Ganassi Racing        | 200        | +0.0997        | 3        | 34                       | 32   |
| 5.      | 02 | Graham Rahal      | Newman/Haas/Lanigan Racing | 200        | +0.1295        | 5        | 0                        | 30   |
| 6.      | 20 | Ed Carpenter      | Vision Racing              | 200        | +0.1668        | 12       | 0                        | 28   |
| 7.      | 06 | Oriol Servià      | Newman/Haas/Lanigan Racing | 200        | +0.2612        | 9        | 0                        | 26   |
| 8.      | 43 | Tomas Scheckter   | Dreyer & Reinbold Racing   | 200        | +0.2683        | 14       | 4                        | 24   |
| 9.      | 2  | Raphael Matos     | Luczo-Dragon Racing        | 200        | +0.3356        | 17       | 0                        | 22   |
| 10.     | 18 | Justin Wilson     | Dale Coyne Racing          | 200        | +0.4344        | 15       | 0                        | 20   |
| 11.     | 26 | Marco Andretti    | Andretti Green Racing      | 200        | +0.5224        | 7        | 0                        | 19   |
| 12.     | 7  | Danica Patrick    | Andretti Green Racing      | 200        | +0.5840        | 10       | 0                        | 18   |
| 13.     | 11 | Tony Kanaan       | Andretti Green Racing      | 200        | +0.8269        | 4        | 7                        | 17   |
| 14.     | 67 | Sarah Fisher      | Sarah Fisher Racing        | 199        | +1 Kör         | 19       | 0                        | 16   |
| 15.     | 14 | Ryan Hunter-Reay  | A. J. Foyt Enterprises     | 199        | +1 Kör         | 18       | 0                        | 15   |
| 16.     | 24 | Mike Conway       | Dreyer & Reinbold Racing   | 199        | +1 Kör         | 16       | 0                        | 14   |
| 17.     | 13 | E. J. Viso        | HVM Racing                 | 198        | +2 Kör         | 20       | 0                        | 13   |
| 18.     | 33 | Robert Doornbos   | HVM Racing                 | 197        | +3 Kör         | 22       | 0                        | 12   |
| 19.     | 98 | Jaques Lazier     | Team 3G                    | 195        | +5 Kör         | 23       | 0                        | 12   |
| 20.     | 3  | Hélio Castroneves | Team Penske                | 184        | Baleset        | 2        | 23                       | 12   |
| 21.     | 23 | Milka Duno        | Dreyer & Reinbold Racing   | 155        | Túlmelegedés   | 21       | 0                        | 12   |
| 22.     | 4  | Dan Wheldon       | Panther Racing             | 95         | Féltengely     | 11       | 0                        | 12   |
| 23.     | 27 | Hideki Mutoh      | Andretti Green Racing      | 90         | Baleset        | 13       | 0                        | 12   |

## Bajnokság állása a verseny után
Pilóták bajnoki állása
| Pozíció | Pilóta            | Pont |
| ------- | ----------------- | ---- |
| 1       | Ryan Briscoe      | 550  |
| 2       | Dario Franchitti  | 525  |
| 3       | Scott Dixon       | 517  |
| 4       | Hélio Castroneves | 383  |
| 5       | Danica Patrick    | 353  |